# Rinus Roelofs
Rinus Roelofs (Sleen, 13 juni 1954) is een Nederlands wiskundige en beeldend kunstenaar. Hij werd landelijk bekend toen hij een fout ontdekte in het werk van Da Vinci.

## Jeugd en opleiding
Roelofs werd geboren in Sleen en groeide op in de Noordoostpolder. Hij studeerde toegepaste wiskunde aan de Universiteit Twente al maakte hij deze niet af. Hij volgde daarna een opleiding aan de AKI met beeldhouwen als specialisatie. In 2020 is hij gepromoveerd aan de Universiteit van Leuven.

## Da Vinci
In 2011 werd Roelofs even wereldnieuws toen hij in het werk van Da Vinci een fout ontdekte. Naar eigen zeggen tekende hij een veelvlak van Da Vinci na waardoor hij de fout ontdekte.

## Hengelo
Roelofs woont en werkt sinds 1983 in Hengelo. Op het stationsplein staan dan ook een aantal van zijn werken tentoongesteld. In maart 2022 werden deze voor een jaar verhuisd naar het Prins Bernhardplantsoen vanwege verbouwingen in de binnenstad van Hengelo.
Roelofs was betrokken bij het ontwerpen van het programma Rhinoceros, een 3D simulatieprogramma voor kunstenaars en ontwerpers.
- Gemeinsame Normdatei: 132061821
- RKD-Nederlands Instituut voor Kunstgeschiedenis: 67619
- Virtual International Authority File: 42988503